# Liste der Monuments historiques in Cizay-la-Madeleine
Die Liste der Monuments historiques in Cizay-la-Madeleine führt die Monuments historiques in der französischen Gemeinde Cizay-la-Madeleine auf.

## Liste der Bauwerke
| Bezeichnung                     | Beschreibung                           | Standort                  | Kennzeichnung | Schutzstatus | Datum | Bild           |
| ------------------------------- | -------------------------------------- | ------------------------- | ------------- | ------------ | ----- | -------------- |
| Kirche St-Denis und Pfarrhaus   | Erbaut ab dem 13. Jahrhundert          | (Lage)                    | PA00109057    | Inscrit      | 1972  | weitere Bilder |
| Ehemaliges Priorat              | Erbaut im 12. Jahrhundert              | in Breuil-Bellay (Lage)   | PA00109058    | Classé       | 1963  | weitere Bilder |
| Ehemalige Abtei Asnière         | Erbaut im 12. Jahrhundert              | (Lage)                    | PA00109055    | Classé       | 1909  | weitere Bilder |
| Château d’Epinats               | Schloss, erbaut im 17./18. Jahrhundert | Rue de l’Epina (Lage)     | PA00109056    | Inscrit      | 1973  |                |
| Ehemaliges Priorat La Madeleine | Erbaut im 12. Jahrhundert              | 14, rue du Prieuré (Lage) | PA00109059    | Inscrit      | 1984  |                |

## Liste der Objekte
- Monuments historiques (Objekte) in Cizay-la-Madeleine in der Base Palissy des französischen Kultusministeriums